# Museo Nazionale Romano
A Museo Nazionale Romano, magyarul a Római Nemzeti Múzeum az olasz főváros egyik legnagyobb régészeti múzeuma, amely négy helyszínen működik.

## Története
A múzeum létrehozásának gondolata az olasz egység létrejötte után került előtérbe, amikor Róma az új Olasz Királyság fővárosa lett. A nagy építkezések, kormányzati központok létrehozása során rengeteg régészeti érték került napvilágra. 
A múzeumot 1889-ben alapították a Santa Maria degli Angeli e dei Martiri templom kolostorának területén, azaz egyben Diocletianus császár hatalmas fürdőkomplexuma helyén, aminek egy részét foglalta el a templom és a kolostor. A múzeum anyagának rendezését nagyban ösztönözte az 1911-ben Rómában rendezett Régészeti Kiállítás.
Az induló gyűjtemény jelentős része az Athanasius Kircher jezsuita pap és régész irányítása alatt a római San Ignazio-templomban őrzött kincsekből származik. A kollekciót az olasz kormány 1974-ben államosította és először Királyi Múzeumnak nevezte át, majd anyagát 1913-ban témái szerint felosztotta az újonnan alakult nagy római múzeumok között, mint a Museo Nazionale Etrusco, az Angyalvár és a Museo Nazionale Romano.
Az anyag gyorsan bővült más forrásokból is. Az építkezések folyamatosan hoztak felszínre fontos leleteket, valamint az újabban állami tulajdonba került magánkollekciók, mint a Ludovisi gyűjtemény (ma a Palazzo Altempsben látható) is ide kerültek. A múzeum igazgatási központját a diocletianusi fürdők területén a 16. században kialakított karthauzi kolostor épületében helyezték el. A gyűjtemény egy része is ezen a helyszínen tekinthető meg, így az ókori feliratok és az őskori leletek. Az antik művészeti anyag nagy része viszont átkerült a Palazzo Massimo alle Terme közeli, nagyszerű épületébe.

## A múzeum részei

### Diocletianus termái
Az ókori Róma legnagyobb közfürdője a Viminalis, Róma hét dombja közül a legkisebb északkeleti platóján épült a 3. század végén, a 4. elején. Az időközben lezajlott nagy átalakítások ellenére a komplexum egészének struktúrája továbbra is jól felismerhető a városi környezetben. A 376x361 méteres külső falak egy négyzetes alaprajzú területet fognak közre, amelyben tágas kertek övezték a fürdő épületeit.
A fürdőkomplexum 597-ig maradt használatban. A középkorban építőanyag-forrásként hasznosították, majd 1561-ben IV. Piusz pápa a karthauzi szerzeteseknek adta az épületek maradványait és megbízta őket azok őrzésével. Még a 16. században valószínűleg Michelangelo tervei alapján területén megépítették a Santa Maria degli Angeli e dei Martiri-templomot és a hozzá tartozó kolostort, bár az utóbbi megvalósítását már általában Giacomo del Duca építésznek tulajdonítják.
VIII. Kelemen pápa adományozása nyomán 1595-ben megkezdődött egy új kolostor építése, ami így kiteljesítette a komplexumot karthauzi rend szabályainak megfelelően: nagy kolostor, kis kolostor, és kis lakóházak a szerzetesek számára. A nagy kolostor, amit közkeletűen Michelangelo kolostorának neveznek, a maga 10 000 négyzetméterével, 100x100 méteres szárnyaival, amelyeket 100 monolitikus oszlop szegélyez, a legnagyobbak közé tartozik Olaszországban.
1890-ben a kolostor és az azt övező kertek területén helyezték el az akkor alapított Museo Nazionale Romano régészeti és szobor-gyűjteményének egy részét. A széles kerengőben a múzeum állandó kiállításának részeként szobrokat és más kőemlékeket helyeztek el. 2014-ben, a folyamatban lévő általános rekonstrukció eredményeképpen már látogatható volt a Róma előtörténetéről szóló kiállítás, valamint a különböző latin népek többféle írásának emlékeit bemutató részleg, különös tekintettel a kőbe vésett feliratokra, amelyekből mintegy 10 000 van a múzeumban.
A Róma előtörténetét bemutató kiállítás a kolostor második szintjén kialakított térben található. Ez az i. e. 11-10. századtól az i. e. 6. század elejéig tartó időszakból származó, újonnan előkerült leleteken keresztül mutatja a környék történelmének bronzkori, korai vaskori, valamint az orientalizáló szakaszait.

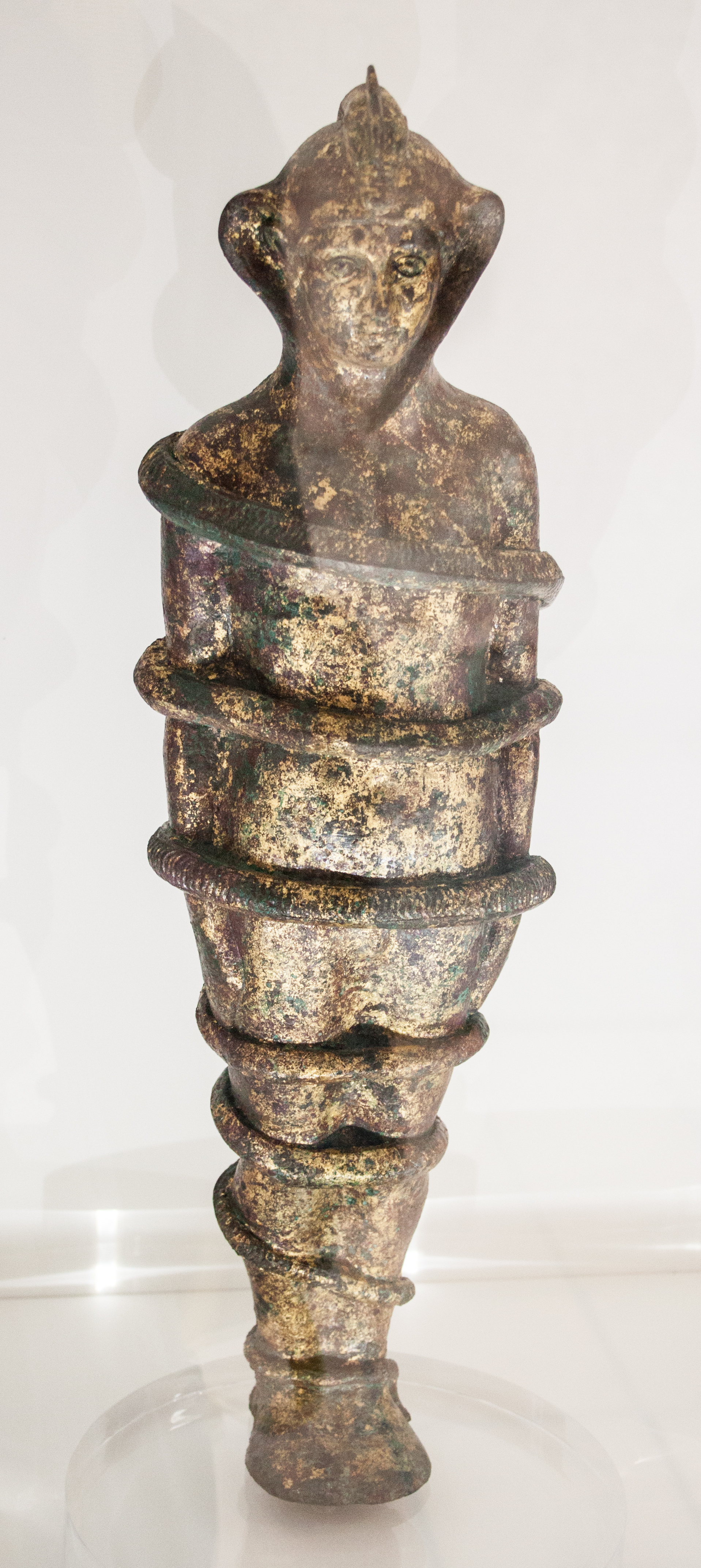
Aranyozott bronz kultikus szobrocska
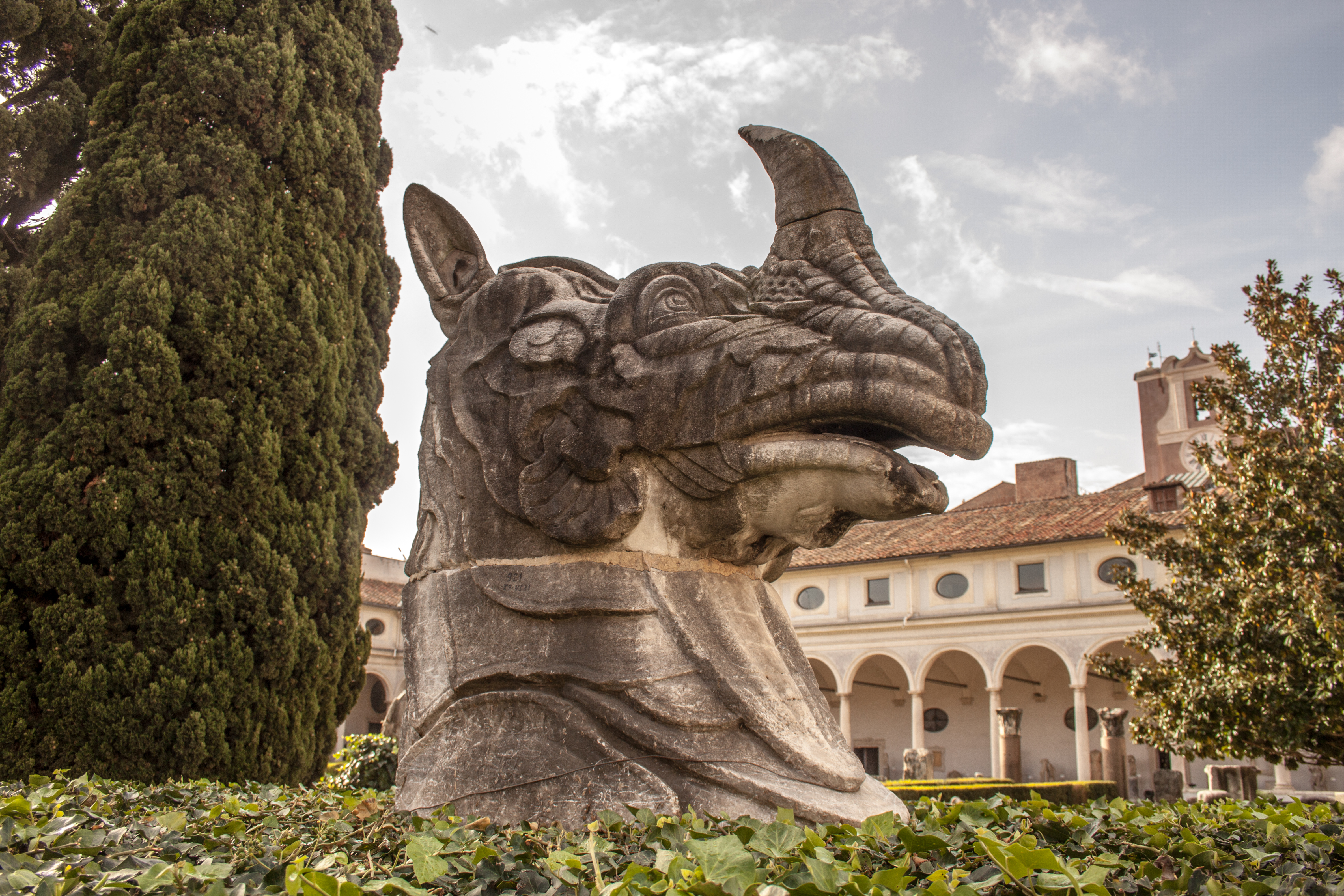
Állatfej-szobor a kolostor kertjében
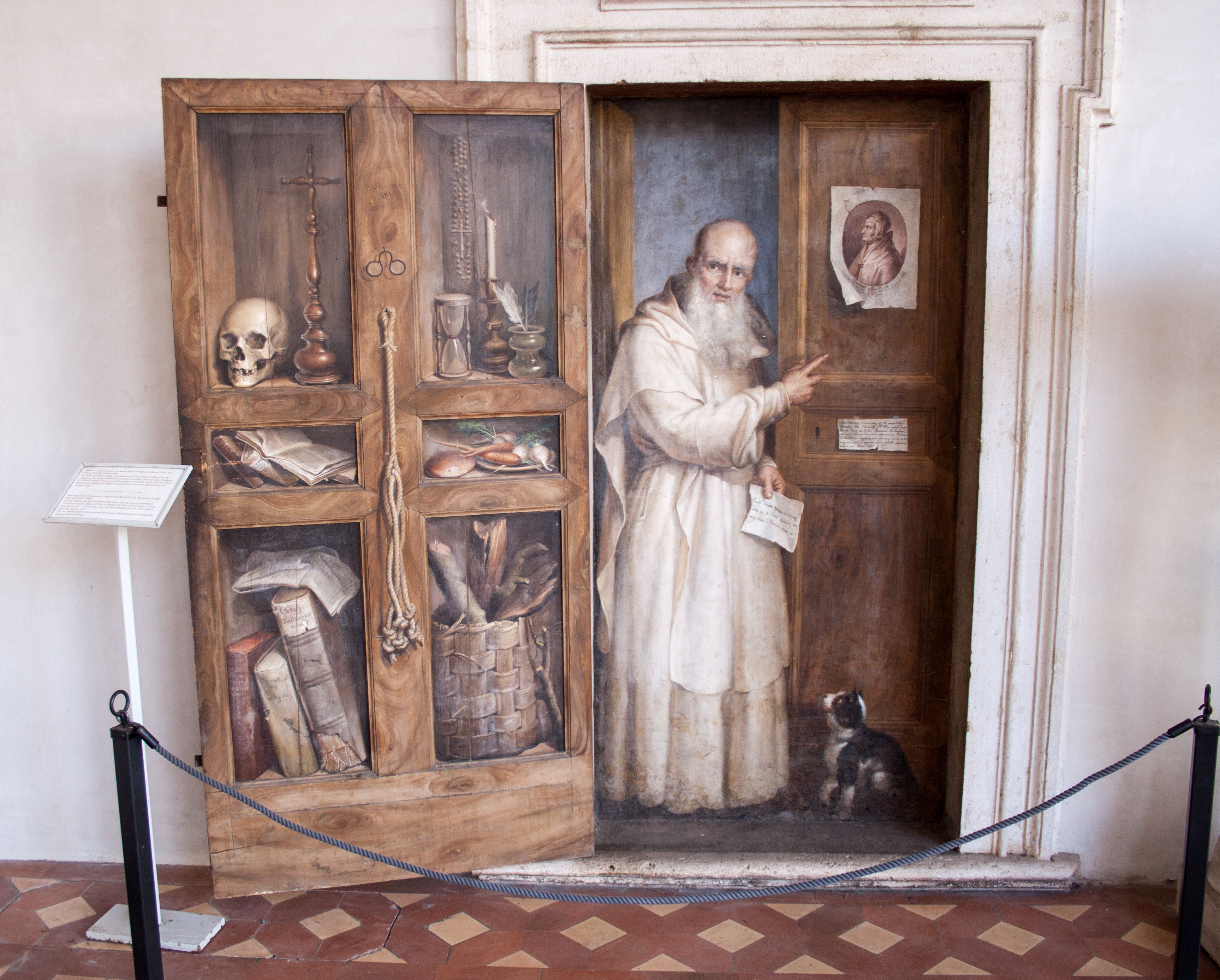
Megtévesztő festmény, trompe-l'oeil a kerengőben
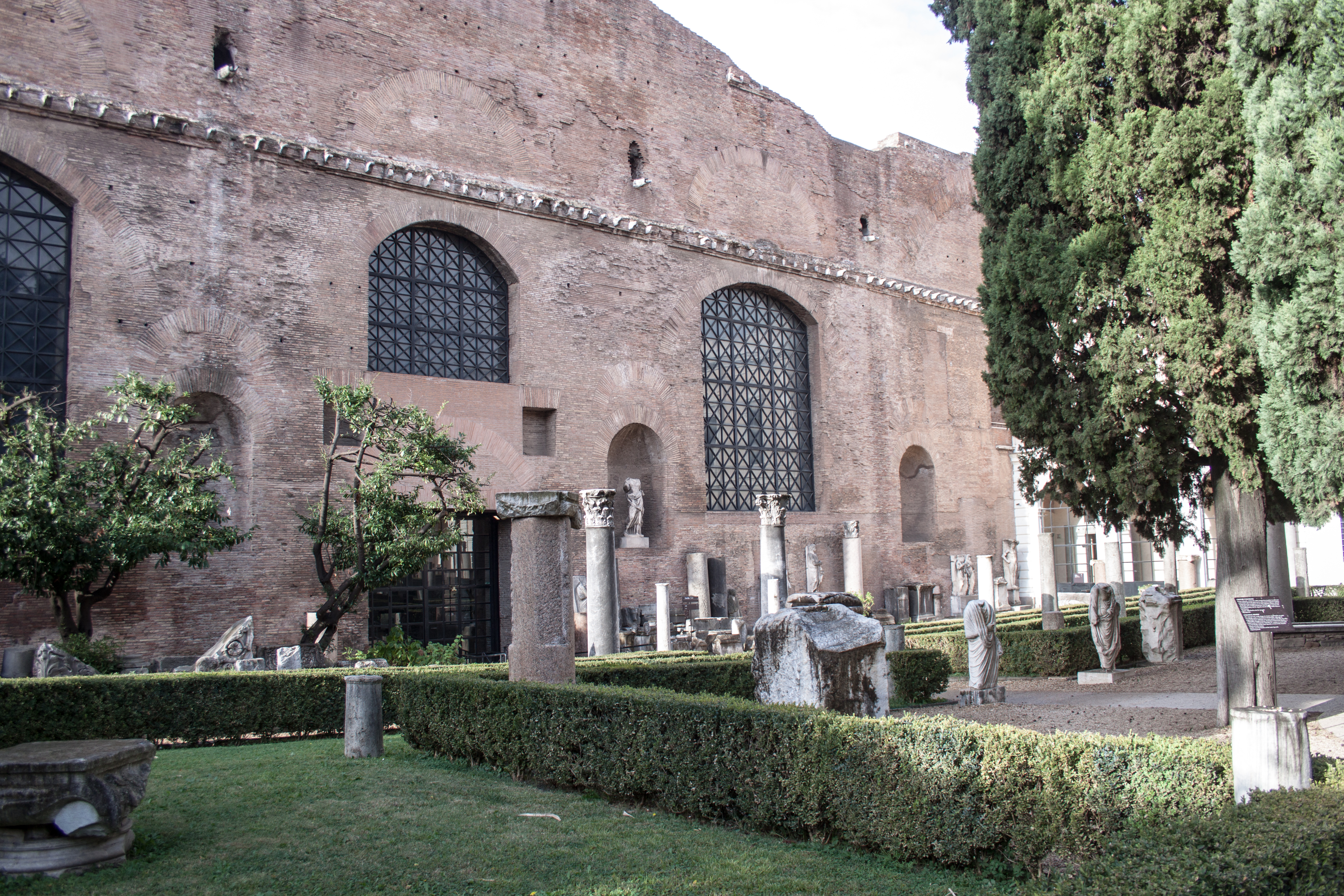
A múzeum külső kertje, a háttérben az egyik ókori fürdőépület
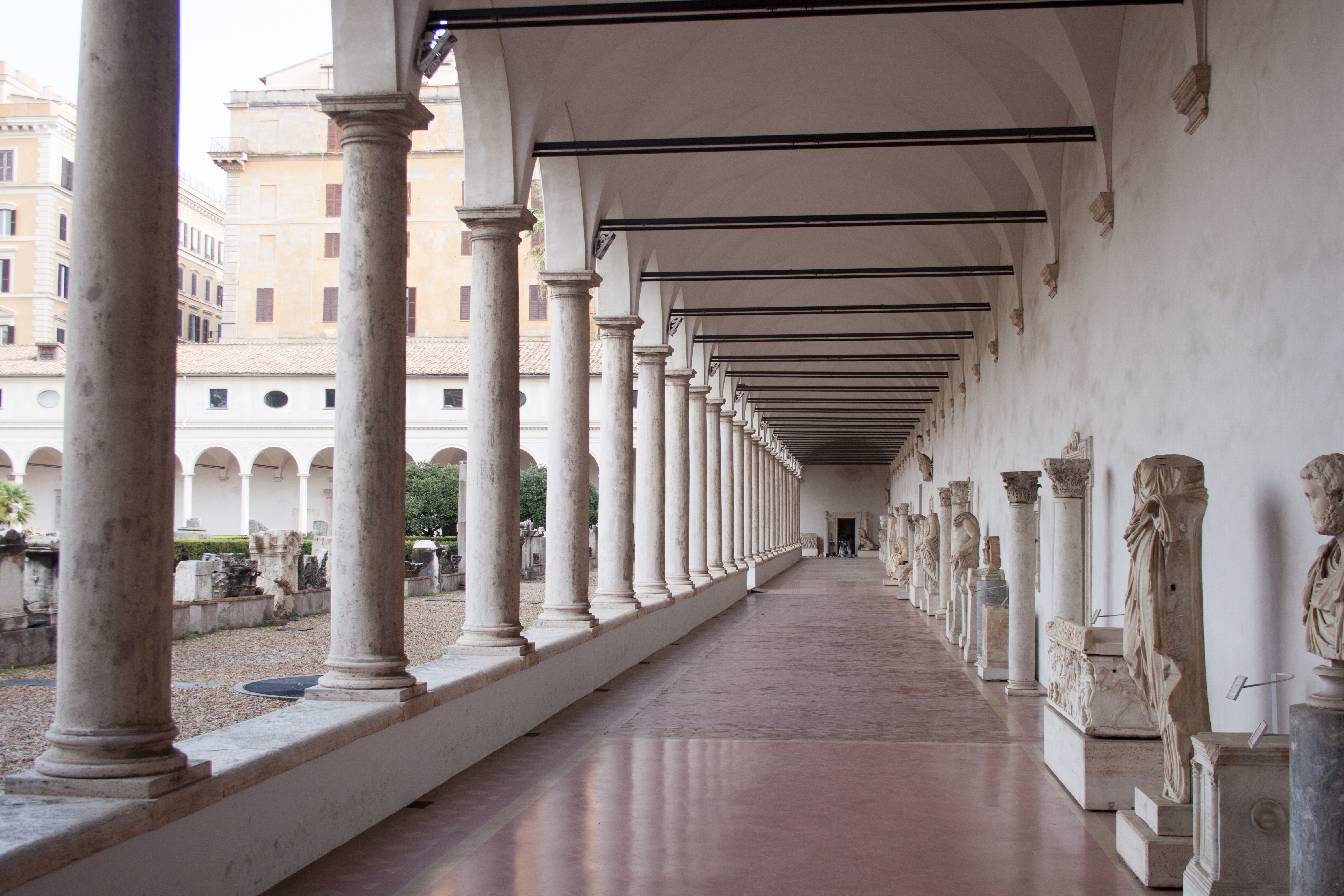
A kerengő a kiállítás tárgyaival
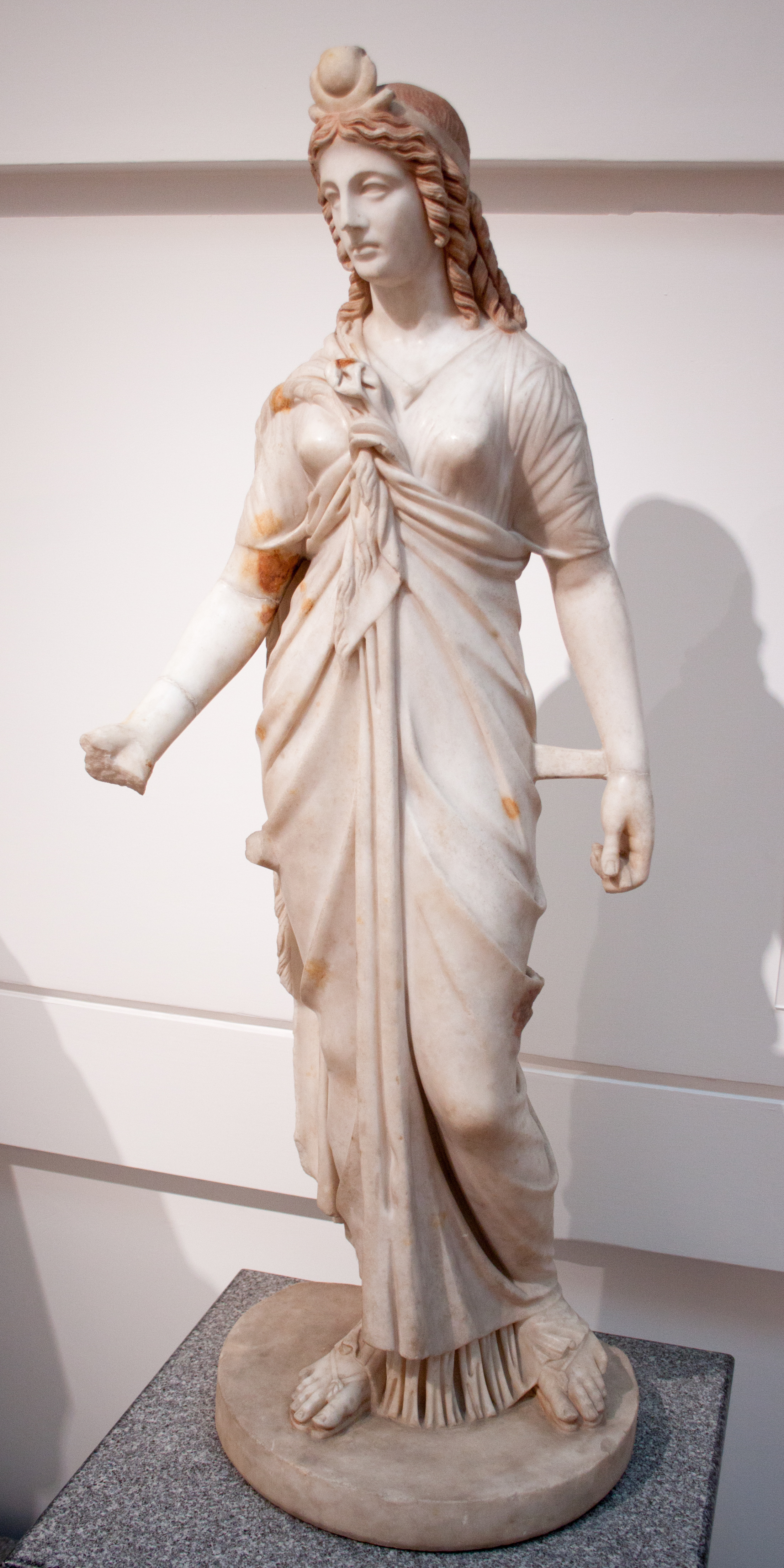
Ízisz-szobor

### Palazzo Massimo alle Terme
A központi helyen álló neoreneszánsz palotában a 90-es években nyílt meg a múzeum anyagából a világ egyik legjelentősebb ókori művészeti kiállítása. Az alagsori páncélteremben rendkívül értékes numizmatikai anyag révén mutatják be a pénzverés történetét.

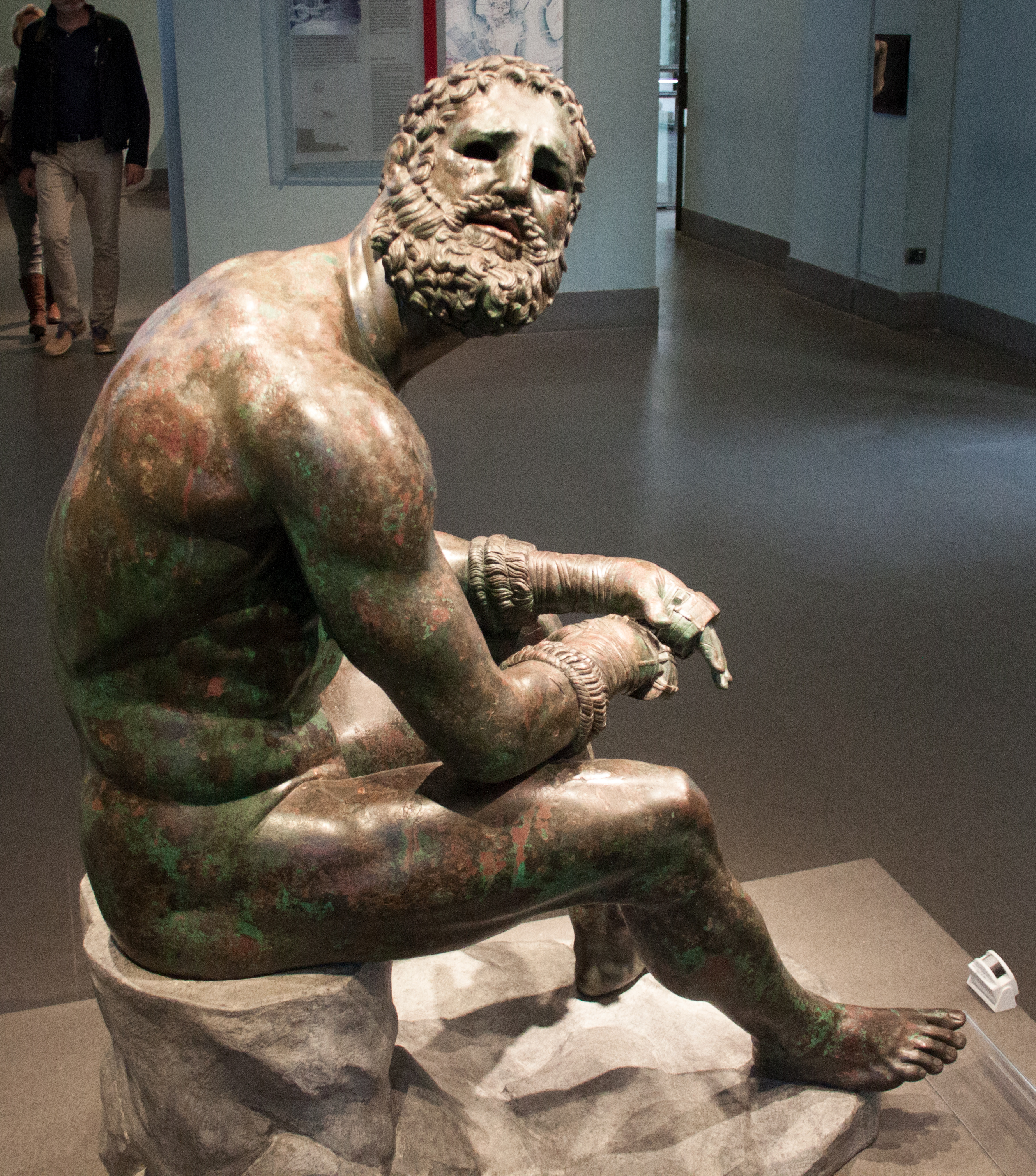
A pihenő ökölvívó görög bronzszobra
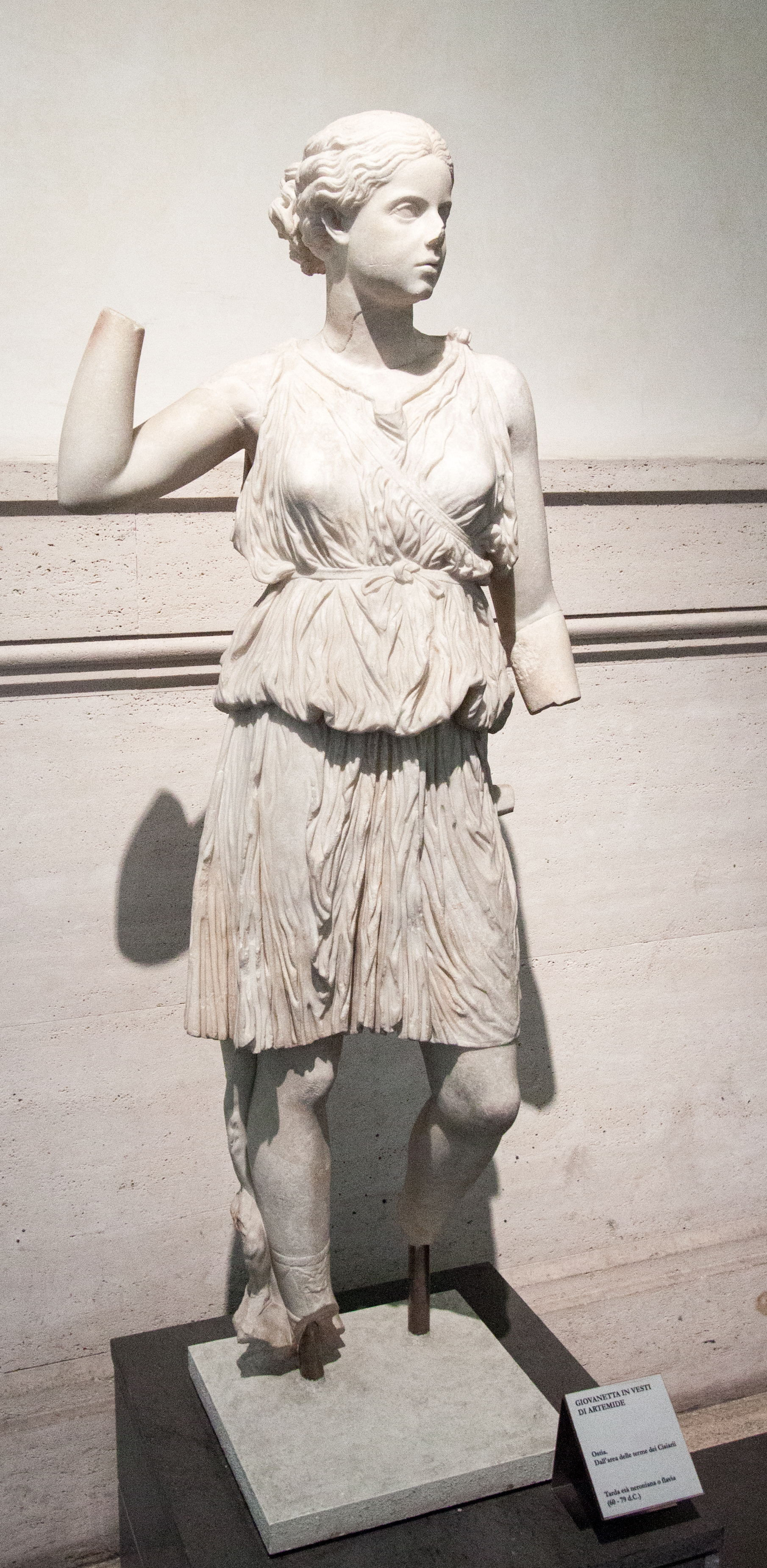
Fiatal lány Artemisz jelmezében
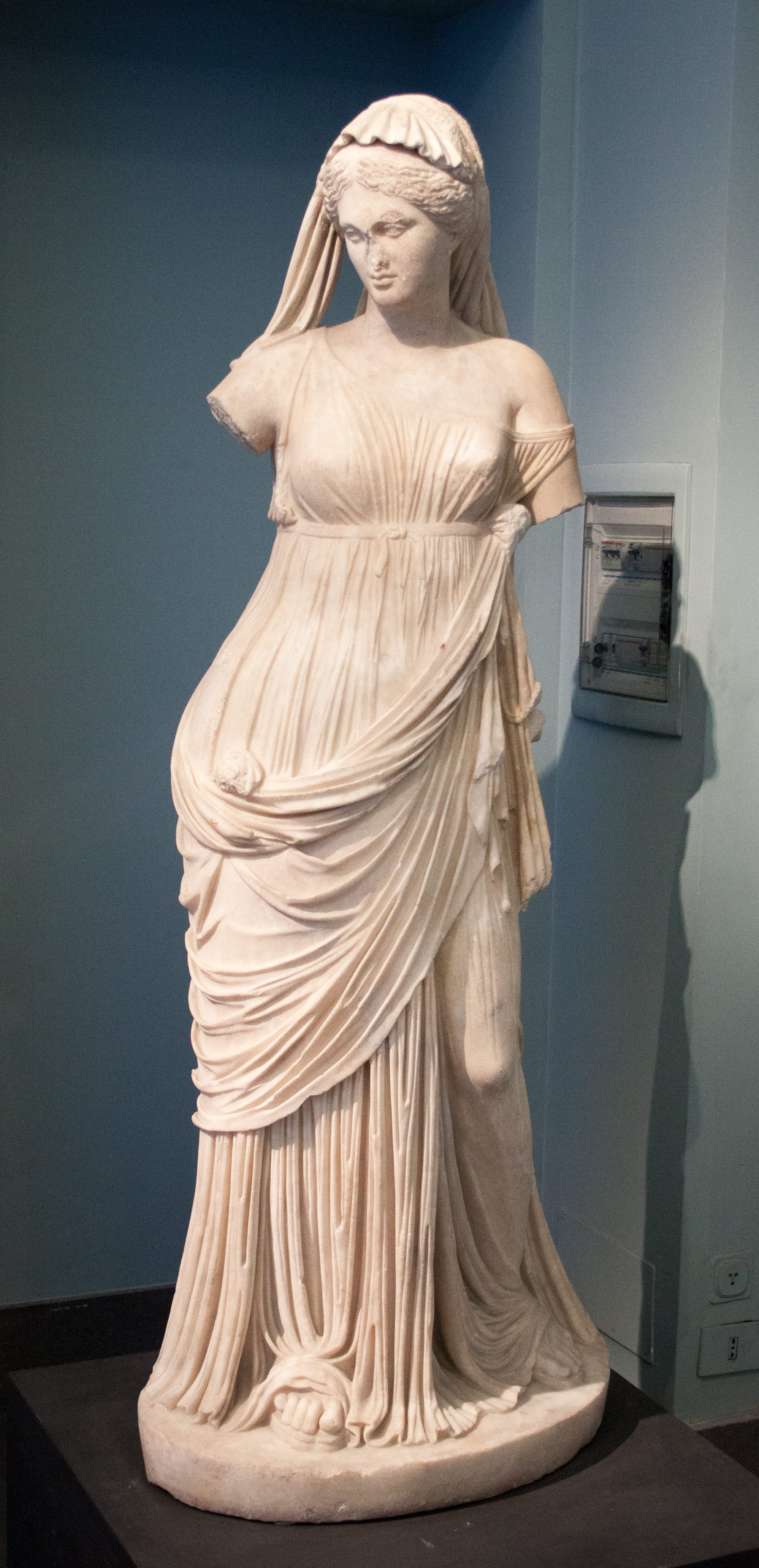
Hellenisztikus szobor
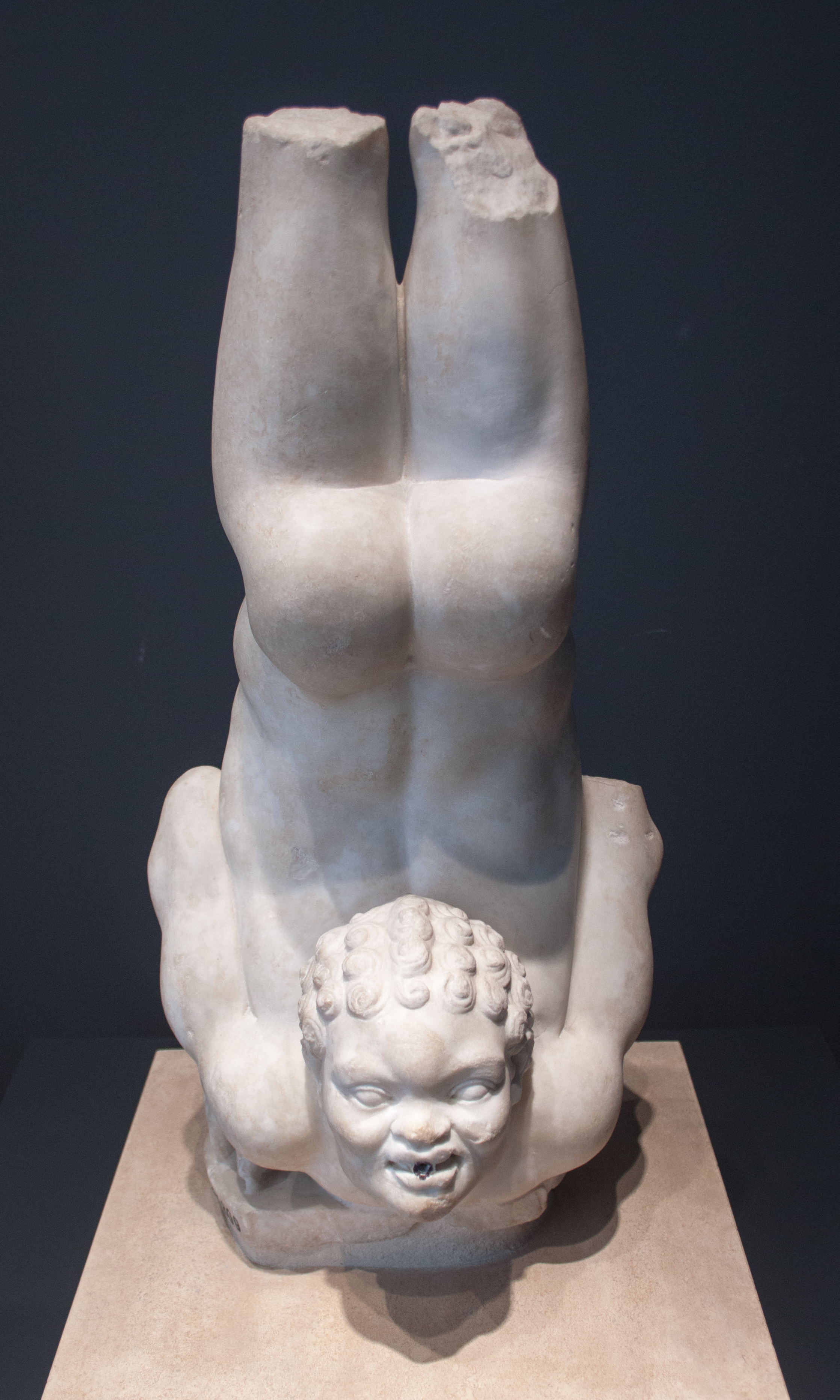
Néger akrobata, vízköpő egy szökőkútról
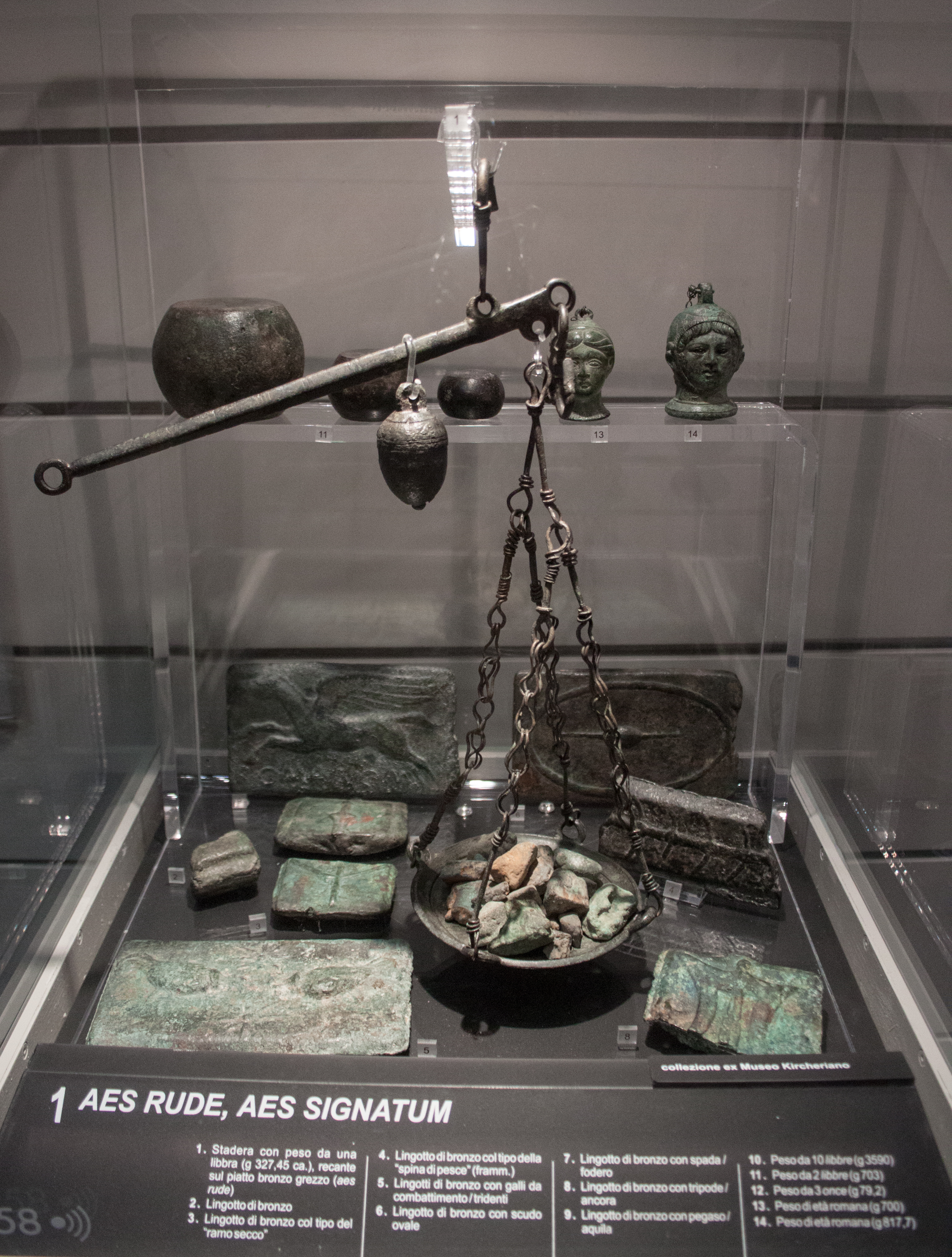
A pénztörténeti kiállítás egyik vitrinje

### Crypta Balbi
A Crypta Balbi a császárkori város akkori három színházának egyikéhez épített oszlopcsarnok, portico volt a Mars-mezőn. A helyszínen ma egy háztömb áll, amelynek belsejében hozták létre a múzeumot. A rendkívül eredeti módon megfogalmazott kiállítóterek lehetőséget adnak a hely sorsa alakulásának bemutatására az ókortól a középkoron át az újkorig.

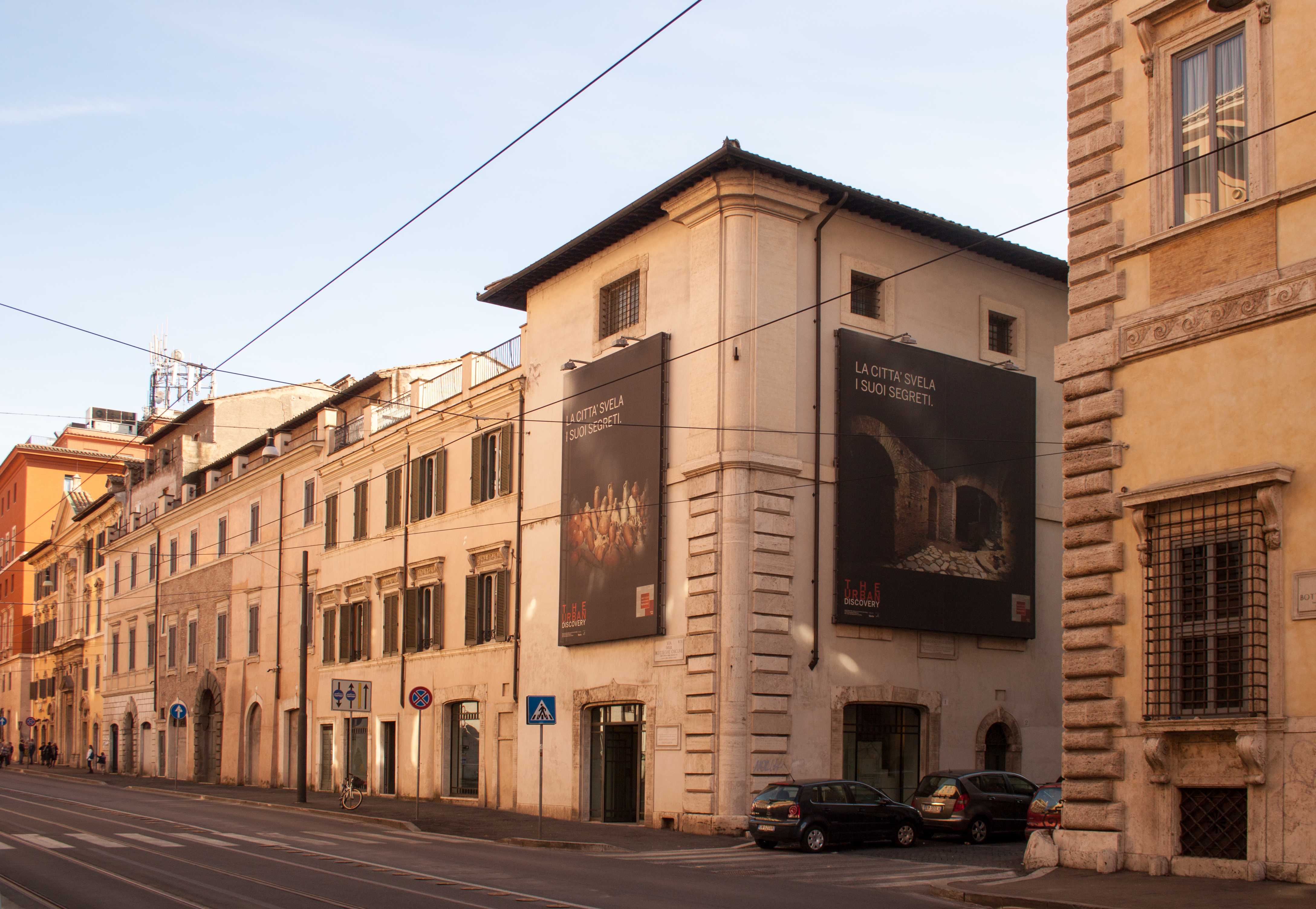
A múzeumot magában foglaló épülettömb a bejárattal
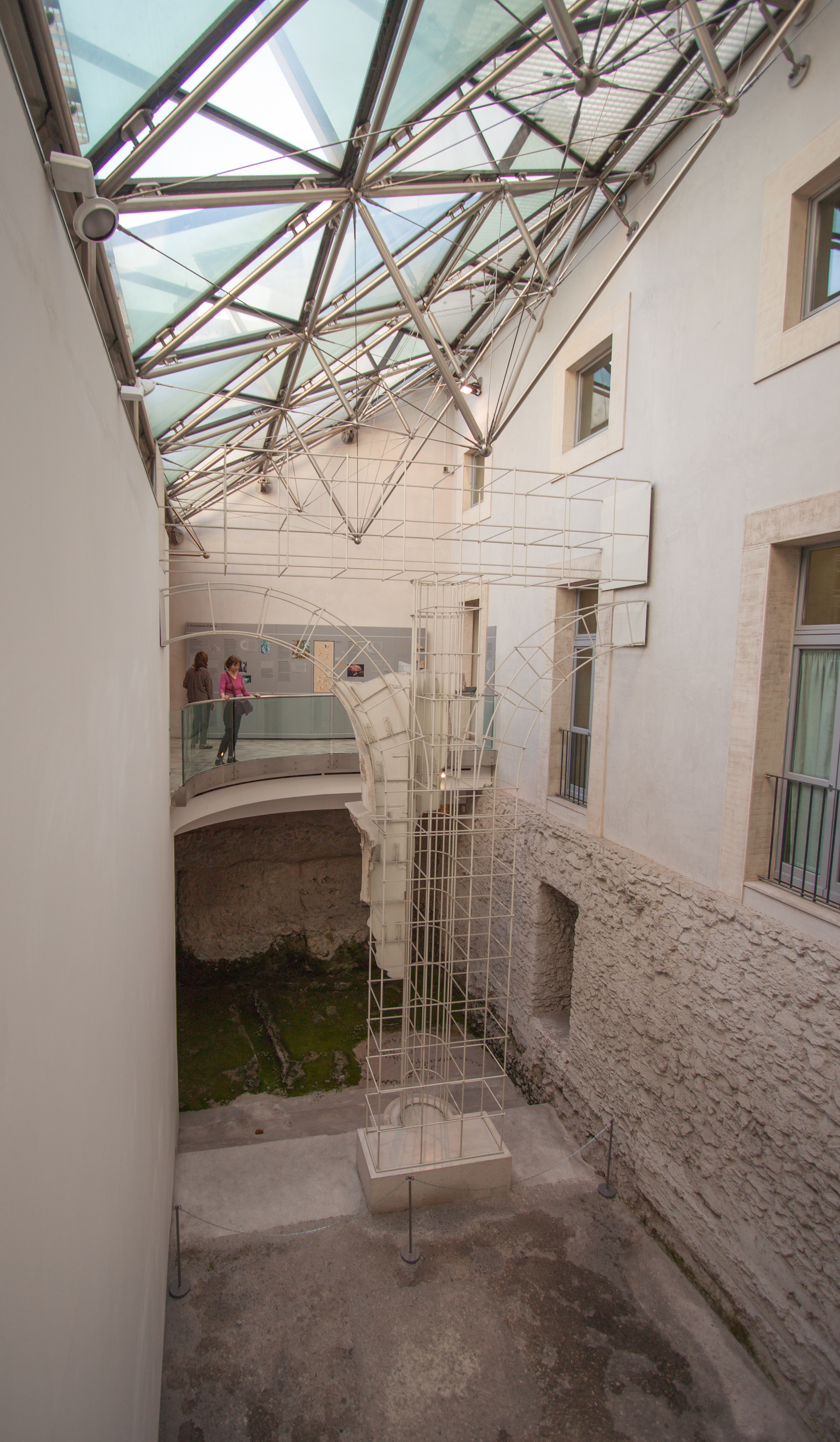
Belső udvar
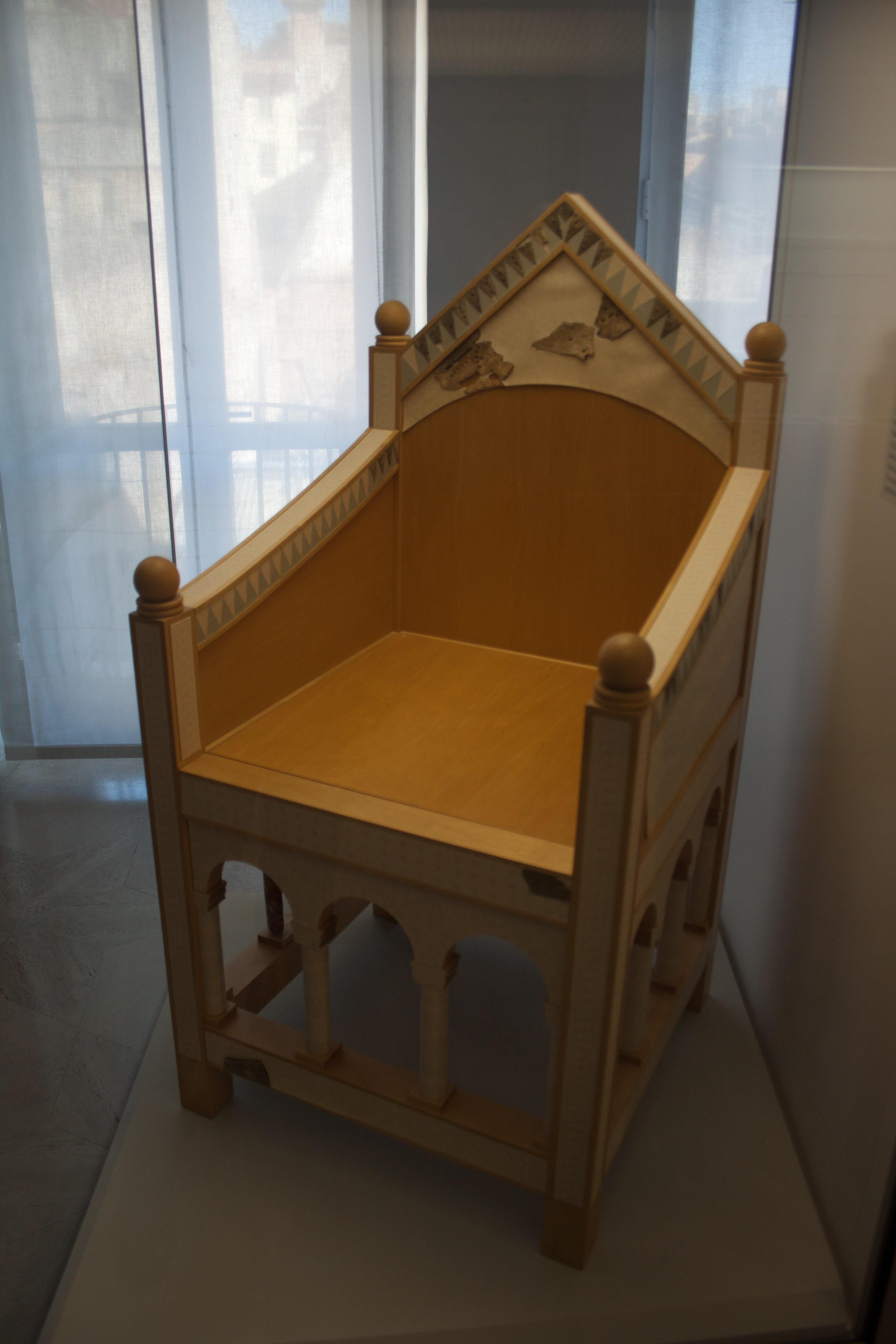
Főpapi szék rekonstrukciója a helyszínen talált maradványokból, 8. század
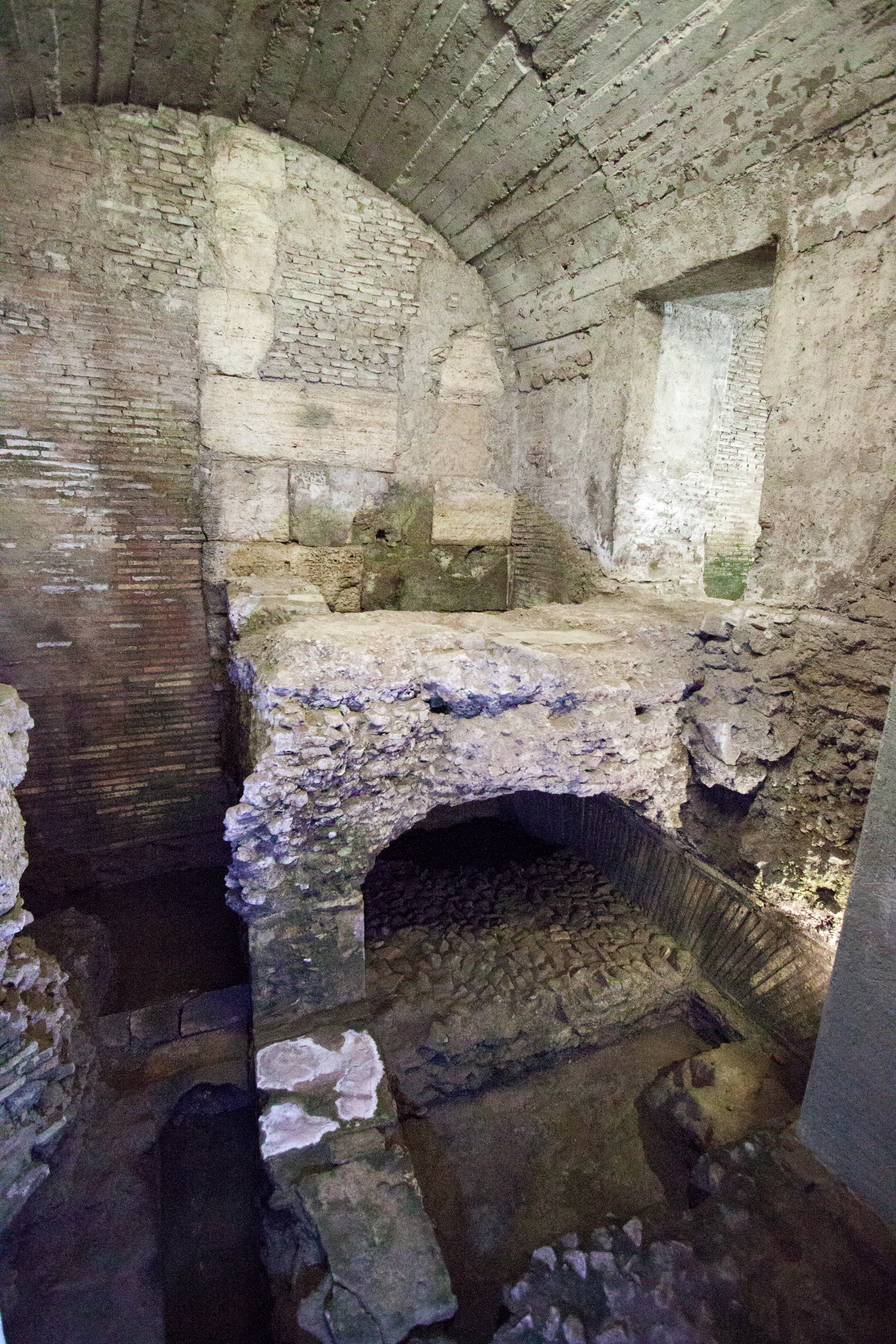
Földalatti feltárások
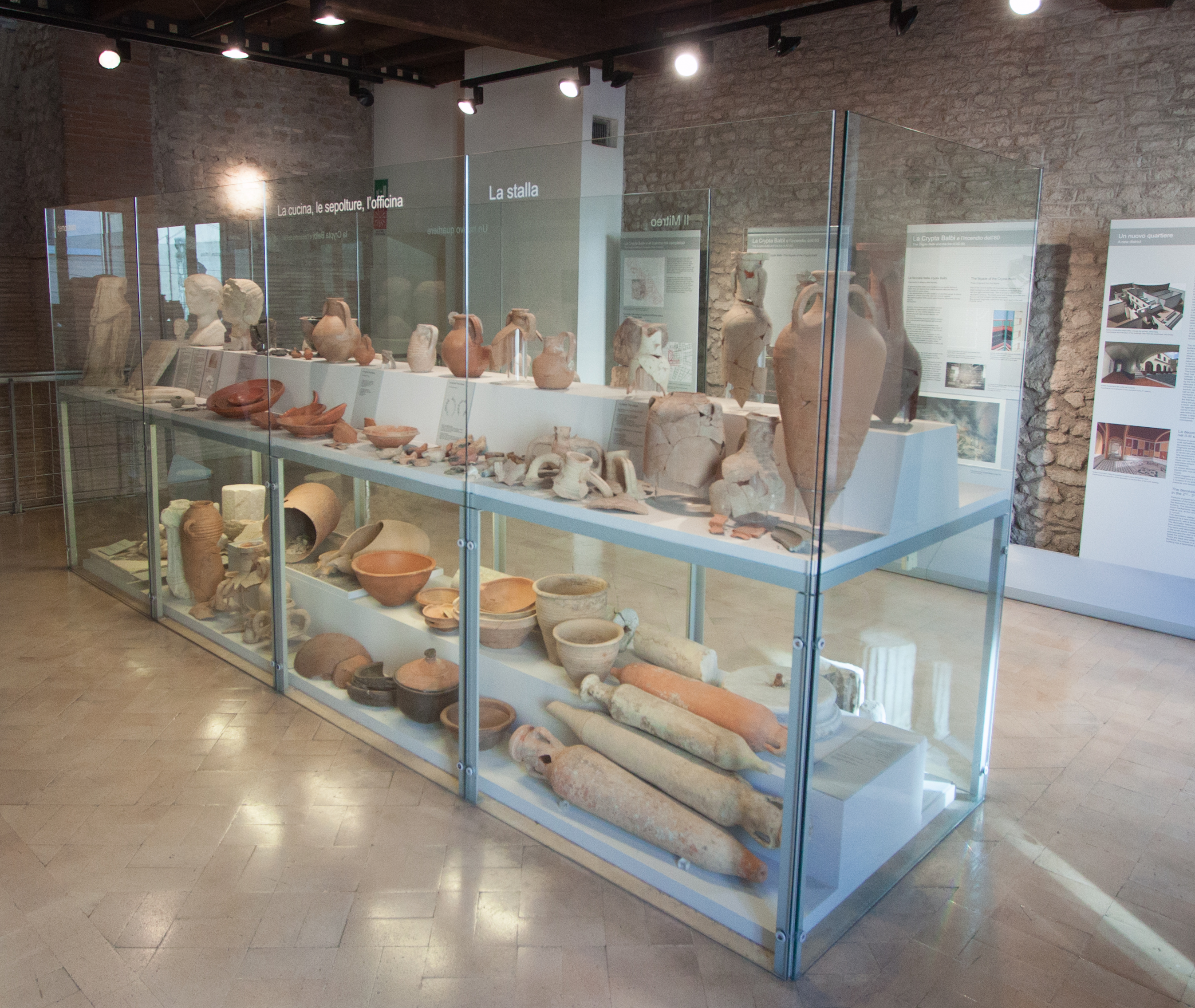
Az ókorból származó leletek

### Palazzo Altemps
A Piazza Navona közelében található reneszánsz palota egyben a Museo Nazionale Romano hivatali központja is. Az épület alapjaiban régészek római kori maradványokat, valamint kora középkori lakótornyok alapjait találták meg. A jelenlegi épület magját Girolamo Riario építette a 15. században.
A német származású Markus Sitticus III von Hohenems Altemps kardinális 1568-ban szerezte meg az épületet és ott régi szobrok gyűjteményét helyezte el. A 18. században a palota diplomáciai székhely lett. A 19. század végén az épület a Szentszék tulajdonába került. Az olasz kulturális minisztérium 1982-ben szerezte meg a palotát és alapos felújítás után 1997-ben nyílt meg itt a múzeum.
A palota ma fontos antik gyűjteményeknek ad helyet, olyan római és görög szobroknak, amelyek a 16. és 17. századokban olasz nemesi családok tulajdonában voltak. A kiállítás elrendezése is követi a korabeli ízlést. A legfontosabb bemutatott egykori magánkollekciók az Altemps gyűjtemény, mintegy száz műtárggyal; a Boncompagni Ludovisi gyűjtemény, szintén körülbelül száz szoborral, amiket az olasz állam 1900 körül vásárolt meg a családtól; a Mattei gyűjtemény; a Drago gyűjtemény a 15. századból; valamint az egyiptomi gyűjtemény, a Rómában talált egyiptomi vonatkozású, főleg az Ízisz-kultuszhoz tartozó szobrokból

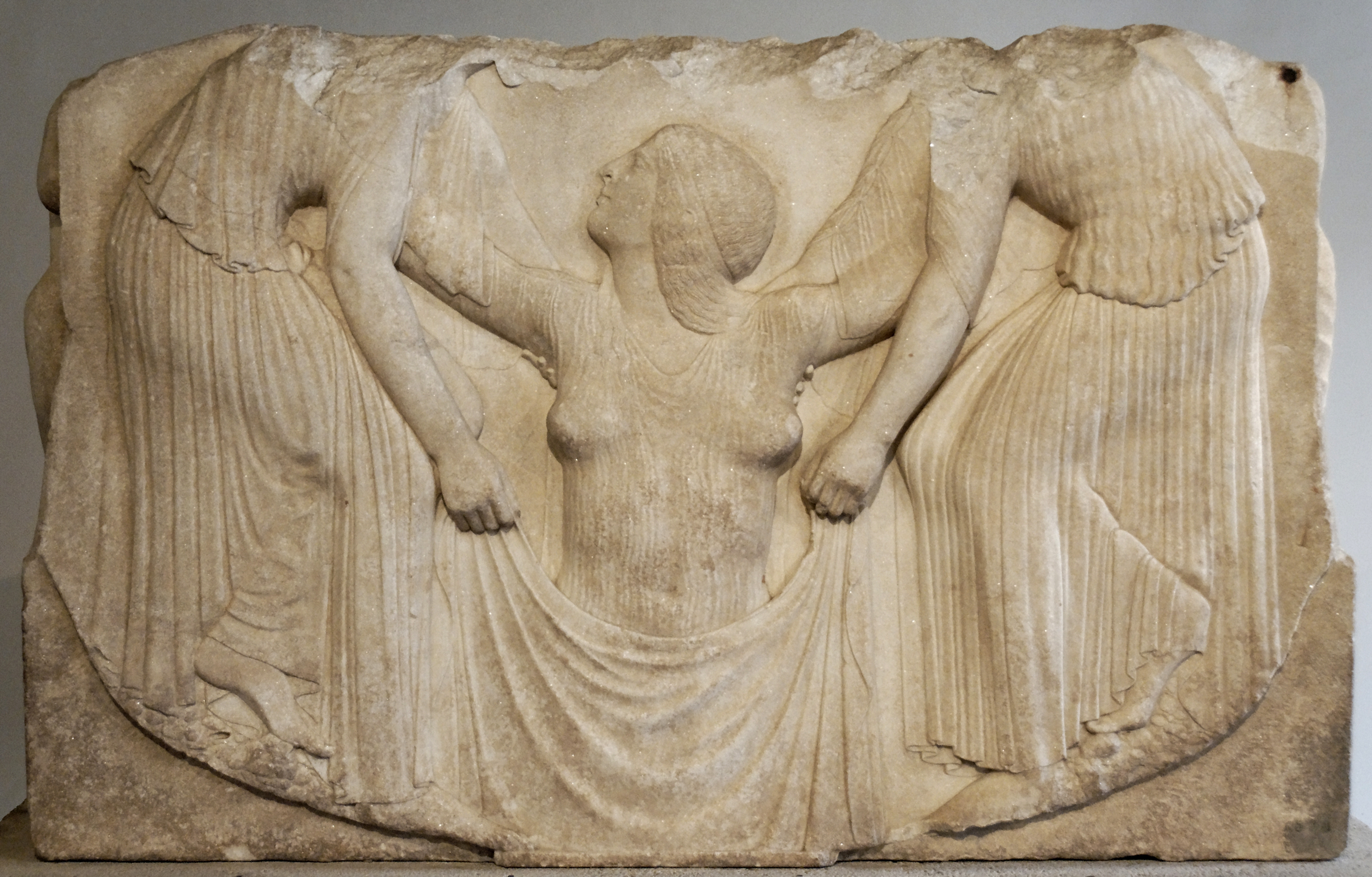
A Ludovisi-trón